# Hongkongs Davis Cup-lag
Hongkongs Davis Cup-lag styrs av Hongkongs tennisförbund och representerar Hongkong i tennisturneringen Davis Cup, tidigare International Lawn Tennis Challenge. Hongkong debuterade i sammanhanget 1970, och spelade i Asien-Oceanienzonens grupp 1 1989, 1933, 1994 och 1995.